# Западноафриканска испанска скумрия
Западноафриканската испанска скумрия (Scomberomorus tritor) е вид бодлоперка от семейство Scombridae. Видът не е застрашен от изчезване.

## Разпространение и местообитание
Разпространен е в Ангола, Бенин, Габон, Гамбия, Гана, Гвинея, Гвинея-Бисау, Демократична република Конго, Екваториална Гвинея, Западна Сахара, Испания, Италия, Кабо Верде, Камерун, Кот д'Ивоар, Либерия, Мавритания, Мароко, Монако, Нигерия, Сао Томе и Принсипи, Сенегал, Сиера Леоне, Того и Франция.
Обитава крайбрежията на полусолени водоеми, морета, заливи и лагуни. Среща се на дълбочина от 1 до 30 m.

## Описание
На дължина достигат до 98 cm, а теглото им е максимум 6000 g.
Продължителността им на живот е около 5 години.